# Hugo Nys
 Hugo Nys  (Évian-les-Bains, 16 de febrero de 1991) es un tenista profesional francés nacionalizado monegasco.

## Carrera
Su ranking individual más alto logrado en el ranking mundial ATP, fue el n.º 349 el 24 de octubre de 2016. Mientras que en dobles alcanzó el puesto n.º 40 el 16 de enero de 2023.
Ha ganado 4 títulos ATP en dobles y 11 títulos de la categoría ATP Challenger Series.

## Torneos de Grand Slam

### Dobles

#### Finalista (1)
| Año  | Torneo               | Pareja        | Oponentes en la final       | Resultado   |
| 2023 | Abierto de Australia | Jan Zieliński | Rinky Hijikata Jason Kubler | 4-6, 6-7(4) |

## Títulos ATP (7; 0+7)

### Dobles (7)
| Leyenda                         |
| Grand Slam (0)                  |
| ATP Wourld Tour Finals (0)      |
| ATP Masters 1000 World Tour (1) |
| ATP World Tour 500 series (1)   |
| ATP World Tour 250 series (5)   |

| N.º | Fecha                    | Torneo    | Superficie    | Pareja         | Oponentes en la final               | Resultado         |
| --- | ------------------------ | --------- | ------------- | -------------- | ----------------------------------- | ----------------- |
| 1.  | 4 de agosto de 2019      | Los Cabos | Dura          | Romain Arneodo | Dominic Inglot Austin Krajicek      | 7-5, 5-7, [16-14] |
| 2.  | 2 de mayo de 2021        | Estoril   | Tierra batida | Tim Puetz      | Luke Bambridge Dominic Inglot       | 7-5, 3-6, [10-3]  |
| 3.  | 23 de mayo de 2021       | Lyon      | Tierra batida | Tim Puetz      | Pierre-Hugues Herbert Nicolas Mahut | 6-4, 5-7, [10-8]  |
| 4.  | 25 de septiembre de 2022 | Metz      | Dura (i)      | Jan Zieliński  | Lloyd Glasspool Harri Heliövaara    | 7-6(5), 6-4       |
| 5.  | 21 de mayo de 2023       | Roma      | Tierra batida | Jan Zieliński  | Robin Haase Botic van de Zandschulp | 7-5, 6-1          |
| 6.  | 11 de noviembre de 2023  | Metz      | Dura (i)      | Jan Zieliński  | Constantin Frantzen Hendrik Jebens  | 6-4, 6-4          |
| 7.  | 2 de marzo de 2024       | Acapulco  | Dura          | Jan Zieliński  | Santiago González Neal Skupski      | 6-3, 6-2          |

#### Finalista (9)
| N.º | Fecha                    | Torneo               | Superficie    | Pareja                 | Oponentes en la final                    | Resultado             |
| --- | ------------------------ | -------------------- | ------------- | ---------------------- | ---------------------------------------- | --------------------- |
| 1.  | 11 de febrero de 2018    | Montpellier          | Dura (i)      | Ben McLachlan          | Ken Skupski Neal Skupski                 | 6-7(2), 4-6           |
| 2.  | 26 de septiembre de 2021 | Metz                 | Dura (i)      | Arthur Rinderknech     | Hubert Hurkacz Jan Zieliński             | 5-7, 3-6              |
| 3.  | 31 de octubre de 2021    | San Petersburgo      | Dura (i)      | Andrey Golubev         | Jamie Murray Bruno Soares                | 3-6, 4-6              |
| 4.  | 27 de agosto de 2022     | Winston-Salem        | Dura          | Jan Zieliński          | Matthew Ebden Jamie Murray               | 4-6, 2-6              |
| 5.  | 28 de enero de 2023      | Abierto de Australia | Dura          | Jan Zieliński          | Rinky Hijikata Jason Kubler              | 4-6, 6-7(4)           |
| 6.  | 29 de octubre de 2023    | Basilea              | Dura (i)      | Jan Zieliński          | Santiago González Édouard Roger-Vasselin | 7-6(8), 6-7(3) [1-10] |
| 7.  | 24 de abril de 2024      | Barcelona            | Tierra batida | Jan Zieliński          | Máximo González Andrés Molteni           | 6-4, 4-6, [9-11]      |
| 8.  | 5 de abril de 2025       | Marrakech            | Tierra batida | Édouard Roger-Vasselin | Petr Nouza Patrik Rikl                   | 3-6, 4-6              |
| 9.  | 27 de agosto de 2025     | Washington           | Dura          | Édouard Roger-Vasselin | Simone Bolelli Andrea Vavassori          | 3-6, 4-6              |

## Challenger

### Dobles
| No. | Fecha      | Torneo                             | Superficie    | Pareja            | Rival en la final                       | Resultado           |
| --- | ---------- | ---------------------------------- | ------------- | ----------------- | --------------------------------------- | ------------------- |
| 1.  | 20.10.2013 | Challenger de Mouilleron-le-Captif | Dura (i)      | Fabrice Martin    | Henri Kontinen Adrián Menéndez          | 3-6, 6-3, [10-8]    |
| 2.  | 27.08.2017 | Challenger de Manerbio             | Tierra batida | Romain Arneodo    | Mikhail Elgin Roman Jebavý              | 4-6, 7-6(3), [10-5] |
| 3.  | 06.01.2018 | Challenger de Numea                | Dura          | Tim Pütz          | Alejandro González Jaume Munar          | 6-2, 6-2            |
| 4.  | 25.03.2018 | Challenger de Lille                | Dura          | Tim Pütz          | Jeevan Nedunchezhiyan Purav Raja        | 7-6(3), 1-6, [10-7] |
| 5.  | 12.01.2019 | Challenger de Canberra             | Dura          | Marcelo Demoliner | André Göransson Sem Verbeek             | 3-6, 6-4, [10-3]    |
| 6.  | 03.02.2019 | Challenger de Quimper              | Dura (i)      | Fabrice Martin    | David Pel Antonio Šančić                | 6-4, 6-2            |
| 7.  | 24.03.2019 | Challenger de Lille                | Dura          | Romain Arneodo    | Jonathan Erlich Fabrice Martin          | 7-5, 5-7, [10-8]    |
| 8.  | 29.09.2019 | Challenger de Orléans              | Dura (i)      | Romain Arneodo    | Hans Podlipnik Tristan-Samuel Weissborn | 7-5, 5-7, [10-8]    |
| 9.  | 13.09.2020 | Challenger de Aix-en-Provence      | Tierra batida | Andres Molteni    | Ariel Behar Gonzalo Escobar             | 6-4, 7-6(4)         |
| 10. | 21.02.2021 | Challenger de Biella               | Dura (i)      | Tim Pütz          | Lloyd Glasspool Harri Heliövaara        | 7-6(4), 6-3         |
| 11. | 12.03.2022 | Challenger de Roseto degli Abruzzi | Tierra batida | Jan Zieliński     | Roman Jebavý Philipp Oswald             | 7-6, 4-6, [10-3]    |